# Злочин проти людства
Злочини проти людства (англ. crimes against humanity) або злочини проти миру та безпеки людства, як вони визначені в пояснювальній записці до Римського статуту Міжнародного кримінального суду, є «найбільш ненависними злочинами, так як являють собою серйозний руйнівний вплив на людську гідність, принижують та спричиняють деградацію особистості». Вони не є ізольованими чи одиничними випадками, а є частиною або однієї урядової політики (хоча винні не повинні ідентифікувати себе з цією політикою), або широкого розповсюдження звірства, яке замовчується чи виправдовується урядом чи де-факто владою. Вбивство, масове винищування людей, тортури, зґвалтування, політичне, расове або релігійне переслідування та інші нелюдські акти поведінки досягають критичного рівня в злочинах проти людства тільки якщо вони є частиною широкомасштабної або систематичної практики. Окремі нелюдські діяння такого роду, а також, залежно від обставин, — воєнні злочини, можуть являти собою серйозні порушення прав людини, але останні не підпадають під визначення злочинів проти людства.

## Термін
В українській мові паралельно вживають два переклади терміну — «злочини проти людства» та «злочини проти людяності». Наприклад, в українській версії «Конвенції про незастосування строку давності до воєнних злочинів і злочинів проти людства» вжито слово «людство», а у тексті «Європейської конвенції про незастосування строків давності до злочинів проти людяності та воєнних злочинів» — слово «людяність».
З філологічної точки зору, обидва терміни є правильними, але мають трохи різне значення. Так, «злочини проти людяності» — це злочини, що завдають шкоди людині — здоров'ю, добробуту, честі. Вони належать до кримінальних і караються законом. Це вбивство, доведення до самогубства, побої, катування, ненадання допомоги особі в небезпеці, незаконне позбавлення волі, захоплення заручників, торгівля людьми, експлуатація дітей, зґвалтування, розбещення неповнолітніх. Натомість «злочини проти людства» несуть загрозу не конкретній людині, а людській спільноті, довкіллю, порушують правила людського співжиття. Вони караються не тільки законами певної країни, а й міжнародним законодавством. Це пропаганда війни, планування та ведення війни, застосування зброї масового знищення, піратство, хуліганство на вулиці, наруга над могилою, жорстоке поводження з тваринами, забруднення довкілля, створення злочинної організації, бандитизм, терористичний акт.
Таким чином, злочини проти людства є одночасно злочинами проти людяності, але не всі злочини проти людяності є одночасно злочинами проти всього людства.

## Історичний розвиток
У 1860 році Національний конвент Республіканської партії включив в свою передвиборчу кампанію, на якій Авраам Лінкольн балотувався на пост президента, таке твердження: «Для нас є ганьбою нещодавно повторно розпочата торгівля африканськими рабами, яка здійснювалася під прикриттям нашого національного прапора і за допомогою зловживань правосуддям. І це є злочином проти людства». У 1890 році Джордж Вашингтон Вильямс використовував цю фразу, щоб описати ставлення до африканців у Вільній державі Конго короля Бельгії Леопольда II. Інше дуже важливе вживання фрази «злочини проти людства» розпочалось після Першої світової війни, коли 24 травня 1915 року члени Альянсу — Велика Британія, Франція, а також Російська імперія — спільно виступили із заявою, якою вперше оголосили вчинення «злочинів проти людства» у відповідь на геноцид вірменів і попередили про персональну відповідальність членів османського уряду. Після завершення війни, міжнародна комісія з воєнних злочинів порекомендувала створення трибуналу для здійснення правосуддя у зв'язку з «порушенням законів людства». Тим не менше, представники США відмовилися посилатися на «закони людства», вважаючи їх неточними та недостатньо розвинененими, і надалі цієї концепції не дотримувалися.

### Нюрнберзький процес
У період після Другої світової війни Лондонський Статут Міжнародного воєнного трибуналу став документом, який встановлював закони і процедури, за допомогою яких був проведений післявоєнний Нюрнберзький процес. Укладачі цього документа зіткнулися з проблемою яким чином реагувати на Голокост і тяжкі злочини, скоєні нацистським режимом. Традиційне розуміння воєнних злочинів не містило жодного положення про злочини, вчинені владою проти своїх власних громадян. Таким чином, стаття 6 Статуту була розроблена як така, що містить не тільки традиційні воєнні злочини і злочини проти миру, але в пункті 6 (с) були зазначені і злочини проти людства, які визначаються як:
У рішенні Міжнародного воєнного трибуналу у судовому процесі стосовно головних німецьких воєнних злочинців було також встановлено:

### Токійський процес
Міжнародний воєнний трибунал для Далекого Сходу, також відомий як Токійський процес був скликаний, щоб здійснити правосуддя над лідерами Японської імперії стосовно трьох типів злочинів: «класу А» (злочини проти миру), «класу B» (воєнні злочини), а «класу С» (злочини проти людства), вчинені під час Другої світової війни.
Правовою основою судового процесу було визначено Статут Міжнародного воєнного трибуналу для Далекого Сходу, який був проголошений 19 січня 1946 року. Трибунал був скликаний 3 травня 1946 року, і відкладений на 12 листопада 1948 року.
На засіданні Міжнародного воєнного трибуналу для Далекого Сходу була зібрана Колегія з одинадцяти суддів, по одному з держав-переможниць (США, Китайської Республіки, Радянського Союзу, Великої Британії, Нідерландів, Тимчасового уряду Французької Республіки, Австралії, Нової Зеландії, Канади, Британської Індії, і Філіппін).
Під час Токійського процесу не було жодного підозрюваного щодо злочинів проти людства («клас С») . Судові переслідування, пов'язані з Нанкінською різаниною були кваліфіковані як порушення Законів війни. Воєнні злочини, в яких звинувачувався молодший особовий склад, були розглянуті окремо в інших містах по всій Далекосхідній Азії — це Нанкінський трибунал воєнних злочинів та Хабаровський процес.

### Апартеїд
Апартеїд — це офіційна політика расової дискримінації, сегрегації та гноблення, яку впродовж 1948–1991 рр. проводили правлячі кола Південно-Африканської Республіки проти місцевого чорношкірого населення, а також переселенців з Азії. В основу цієї політики було покладено ідею про відособлений розвиток європейського і неєвропейського населення Південної Африки. Внаслідок застосування норм апартеїду більшість населення ПАР була зведена до безправного стану. Кольорове населення (індіанці, метиси) не мало таких само цивільних прав, як білі (наприклад, 23 млн негрів не мали права голосу на виборах у парламент).
Генеральною Асамблеєю Організації Об'єднаних Націй у 1976 році дане діяння було визнано злочином проти людства.
Статут Організації Об'єднаних Націй (стаття 13, 14, 15) визначає, що Консультативна Генеральна Асамблея має повноваження рекомендувати заходи для мирного залагодження будь-якої ситуації Раді Безпеки. Однак відносно апартеїду Генеральна Асамблея ООН поки що не зробила ніяких висновків та не здійснила жодних судових процесів.

## Організація Об'єднаних Націй
Організація Об'єднаних Націй була заснована в 1948 році і в першу чергу була відповідальна за переслідування за злочини проти людства. На підставі Римського статуту був організований Міжнародний кримінальний суд (МКС), якому ООН делегувала повноваження на вирішення кількох злочинів проти людяності. МКС, діючи без рекомендацій ООН, позбавлений широких повноважень для розслідування злочинів проти людства, і не може займатися справами, особливо якщо злочини були вчинені за межами країн-членів МКС. Нещодавне звернення ООН до МКС, розпочате Дарфуром в 2005 році призвело до обвинувачення президента Судану Омара аль-Башира в геноциді, злочинах проти людства і воєнних злочинах у 2008 році. Першим, чия справа була передана на розгляд МКС був Томас Лубанга. Він був засуджений 14 березня 2012 року і 10 липня 2012 року в очікуванні апеляції йому було призначено 14 років позбавлення волі. МКС все ще шукає Джозефа Коні. Коли Президент МКС повідомив ООН про успіхи опрацювання цих справ проти людства, суддя Філіп Кірш заявив: «Суд не має права заарештовувати цих осіб. За це відповідальні держава та інші суб'єкти. Не може бути судових процесів без арештів». Від березня 2005 року ООН не зверталась до МКС щодо інших злочинів проти людства.
У повідомленні про війни 2008–2009 рр. в Газі Річард Голдстоун звинуватив палестинські та ізраїльські сили у можливому вчиненні ними злочинів проти людства. У 2011 році Голдстоун сказав, що він уже не вірить в те, що ізраїльські сили спрямовували цивільних осіб або самі вчинили злочин проти людства.

## Рада Безпеки ООН
Резолюція Ради Безпеки ООН, прийнята Радою Безпеки Організації Об'єднаних Націй 28 квітня 2006 року, «підтверджує положення пунктів 138 і 139 Підсумкового документа Всесвітнього саміту 2005 року стосовно відповідальності щодо захисту населення від геноциду, воєнних злочинів, етнічних чисток і злочинів проти людства». Резолюція зобов'язує Раду діяти для забезпечення захисту цивільних осіб у збройних конфліктах. У 2008 році Рада Безпеки ООН прийняла резолюцію 1820, в якій зазначається, що «зґвалтування та інші форми сексуального насильства можуть являти собою воєнні злочини, злочини проти людяності або бути одними із складових діянь геноциду».

## Міжнародний кримінальний суд
У 2002 році в Гаазі (Нідерланди) був створений Міжнародний кримінальний суд (МКС). Римський статут передбачає, що МКС наділений повноваженнями розглядати справи щодо геноциду, злочинів проти людства і воєнних злочинів. Визначення «злочину проти людства» для МКС стало значно ширшим від свого початкового правового визначення або того, що використовується ООН. В статті 7 договору зазначено, що:
Пояснювальна записка до Римського статуту встановлює, що злочини проти людства — це:

## Рада Європи
Комітет міністрів Ради Європи 30 квітня 2002 року видав рекомендацію державам-членам щодо захисту жінок від насильства. У розділі «Додаткові заходи щодо насильства в конфліктних і постконфліктних ситуаціях» в пункті 69 йдеться про те, що держави-члени повинні: "карати зґвалтування, сексуальне рабство, примусову вагітність, примусову стерилізацію або будь-які інші форми сексуального насильства подібної тяжкості, недопустиме порушення прав людини, як злочини проти людства і, коли вони відбуваються в контексті збройного конфлікту, як воєнні злочини ". У пояснювальній записці на цю рекомендацію в пункті 69 зазначено:
Відповідно до Римського статуту злочини проти людства, які визначені в статті 7.1, повинні бути «частиною широкомасштабного або систематичного нападу на будь-яких цивільних осіб». Стаття 7.2.а) встановлює, що «Напад на будь-яких цивільних осіб означає лінію поведінки, що включає багаторазове вчинення актів, зазначених у пункті 1 , проти будь-яких цивільних осіб в цілях сприяння державі або організаційній політиці вчиненню такого нападу.» Це означає, що конкретний злочин сам по собі, або навіть ряд таких злочинів не підпадають під дію Римського статуту, якщо вони не були результатом державної або організаційної політики. Це було підтверджено Луїсом Морено Окампо у відкритому листі, в якому він виклав свої висновки з приводу тверджень про злочини, вчинені під час вторгнення до Іраку в березні 2003 року, які можуть підпадати під юрисдикцію МКС. У розділі, названому «Положення, що стосуються геноциду і злочинів проти людства», він стверджує, що «наявна інформація не забезпечує розумного визначення необхідних елементів злочину проти людства», тобто «широкомасштабного або систематичного нападу на будь-яке цивільне населення».
Голодомор був визнаний злочином проти людства Європейським парламентом.